# Liste der Naturdenkmäler in Lemgo
Die Liste der Naturdenkmäler in Lemgo führt die Naturdenkmäler der ostwestfälischen Gemeinde Lemgo im Kreis Lippe in Nordrhein-Westfalen (Stand: 2004) auf.
| Nr.    | Bezeichnung                                                  | Lage  | Bild           |
| ------ | ------------------------------------------------------------ | ----- | -------------- |
| 2.3-1  | Eiche südlich Brüntorf                                       |       |                |
| 2.3-2  | Linde nördlich Matorf                                        |       |                |
| 2.3-3  | Eiche am nordwestlichen Ortsrand von Matorf                  | Karte |                |
| 2.3-4  | 2 Eichen südwestlich Rhiene                                  | Karte |                |
| 2.3-5  | 4 Linden im Ilsetal                                          |       |                |
| 2.3-6  | Eiche am Rieperturm                                          | Karte |                |
| 2.3-7  | Linde in Büllinghausen                                       | Karte |                |
| 2.3-8  | Linde an der Lageschen Straße                                |       |                |
| 2.3-9  | Eiche in Laubke                                              |       |                |
| 2.3-10 | Eiche südlich Vogelhorst                                     |       |                |
| 2.3-11 | Linde südlich Lütte                                          |       |                |
| 2.3-12 | Eiche an der alten Residenzstraße                            |       |                |
| 2.3-13 | 1 Eiche und Hainbuchengruppe zwischen Kluckhof und Hof Meyer |       |                |
| 2.3-14 | 3 Linden an der Passadebrücke nordwestlich Hof Meyer         | Karte |                |
| 2.3-15 | Linde am Hof Meyer                                           |       |                |
| 2.3-16 | Eiche westlich Wahmbeckerheide                               | Karte |                |
| 2.3-17 | 2 Eichen an der Hofstelle Brand                              |       |                |
| 2.3-18 | Findlingsfeld bei Tipp                                       | Karte |                |
| 2.3-19 | Aufgelassene Kalksteinbrüche nördlich Welstorf               | Karte |                |
| 2.3-20 | Hohlweg bei Matorf                                           | Karte |                |
| 2.3-21 | Teich nördlich Tipp                                          | Karte |                |
| 2.3-22 | Mergelkuhle südlich Hörstmar                                 | Karte | weitere Bilder |
| 2.3-23 | Mergelkuhle nordöstlich Trophagen                            | Karte | weitere Bilder |